# Graveron-Sémerville
Graveron-Sémerville település Franciaországban, Eure megyében. Lakosainak száma 321 fő (2022. január 1.). Graveron-Sémerville Ormes, Quittebeuf, Saint-Aubin-d’Écrosville, Le Tilleul-Lambert és Sainte-Colombe-la-Commanderie községekkel határos.

## Népesség
A település népességének változása:
| Lakosok száma | 173  | 243  | 240  | 289  | 295  | 294  | 303  | 315  | 319  | 321  |
|               | 1968 | 1982 | 1990 | 2006 | 2013 | 2015 | 2017 | 2019 | 2020 | 2022 |